# Goera nigricornis
Goera nigricornis là một loài trong họ Goeridae. Chúng phân bố ở miền Ấn Độ - Mã Lai.